# Ředitelství státních drah (Hradec Králové)
Ředitelství státních drah je monumentální konstruktivistická budova z 1. poloviny 20. století, situovaná na jižní straně Ulrichova náměstí v Hradci Králové.

## Historie
V roce 1919 nově vzniklý Úřad ředitelství Československých státních drah sídlil dočasně v pražském Karlíně, když jej královéhradecký starosta František Ulrich oslovil s nabídkou prostor v Hradci Králové. I v Hradci Králové by úřad umístěn nejprve pouze dočasně, a to v budovách bývalých kasáren na třídě Československé armády (areál Gayerových kasáren), než úřad s městem sjednal stavební pozemek zdarma a finanční příspěvek na samotnou stavbu – pak bylo rozhodnuto o zbudování zcela nového sídla úřadu. Z nabízených parcel byl nakonec v roce 1927 vybrán pozemek na jižní straně nově vznikajícího náměstí (dnešní Ulrichovo náměstí), kde přibližně ve stejné době již vznikal na opačné, tj. severní straně stavební záměr na Steinského palác. Kvůli oběma těmto projektům byl pozměněn regulační plán města, který objekty na náměstí původně určoval pro společensko-kulturní využití, nakonec se ale celé náměstí na přání obou významných stavebníků stalo centrem finančně-administrativním. Pozemek na jižní straně náměstí, který město úřadu zdarma poskytlo, měl výměru větší než 1 hektar, a finanční příspěvek města na stavbu činil 1 milion Kč (celkové stavební náklady byly vyčísleny na 27,6 milionů Kč).
V roce 1928 oslovilo ředitelství státních drah s poptávkou na projekt architekta Josefa Gočára, který byl zároveň spoluautorem regulačního plánu města. Slavnostní výkop základů se konal 8. října 1928 za účasti tehdejšího ministra železnic J. V. Najmana. Dne 24. května 1929 pak navštívil staveniště i prezident T. G. Masaryk. Slavnostní otevření budovy se uskutečnilo 30. října 1932, nicméně výzdoba byla dokončována až do roku 1934.
Stavbu realizovala královéhradecká stavební firma Josef Vyleťal a Jan Včelák. I na dalších pracích se podíleli až na výjimky především místní dodavatelé:
- firma Dr. Ing. H. Hacar a C. Klouček, Praha – vypracování železobetonových konstrukcí
- Kaloria Hradec Králové – instalace parního a vodního topení
- firma ing. Roberta Müllera, Praha – instalace teplovzdušného topení, pneumatického nasávání uhlí a odsávání popela
- Elektrotechna Praha – telefonní zařízení
- Závody F. Jílek (dříve Otto Seitz), Hradec Králové – svítidla a výrobky ze stříbrného bronzu
- firma B. Hubáček, Hradec Králové – vodovod, plynovod, zdravotní zařízení
- Strojní a umělecké zámečnictví Rudolf Beer, Hradec Králové – kování oken, schodišť a plotů
- Zámečnické díly Jan Rabas, Hradec Králové – portály v obchodních místnostech v přízemí
- elektrotechnické závody J. Ježek, Hradec Králové – trubkování
- čalounický závod Kryštof, Hradec Králové – rolety
- elektrotechnický závod František Souček, Hradec Králové – zařízení pro osvětlení a pohon
- malířská firma Zeisl, Hradec Králové – malby
- Emanuel Kadečka z Hradce Králové – sklenářské práce
- K. Holakovský z Hradce Králové – lakýrnické práce

Za druhé světové války byly na pozemku vybudovány protiletecké kryty, po válce pak byl úřad ředitelství státních drah zcela zrušen. V 50. letech 20. století byly na pozemku budovy dostavěny garáže, sklady a veřejné toalety. V roce 1962 byla budova majetkově převedena na Krajskou správu ministerstva vnitra a v souvislosti s tím došlo také k řadě stavebních a dispozičních úprav (nejviditelnější z nich bylo přepažení prosklených čel chodeb a ochozových hal). I přesto by objekt v roce 1964 zapsán do seznamu chráněných kulturních památek. V roce 1975 proběhla částečná rekonstrukce budovy, jednalo se ale zejména o zrušení prodejny potravin a zřízení prodejny tabáku a lahůdek.

## Architektura

### Hlavní budova

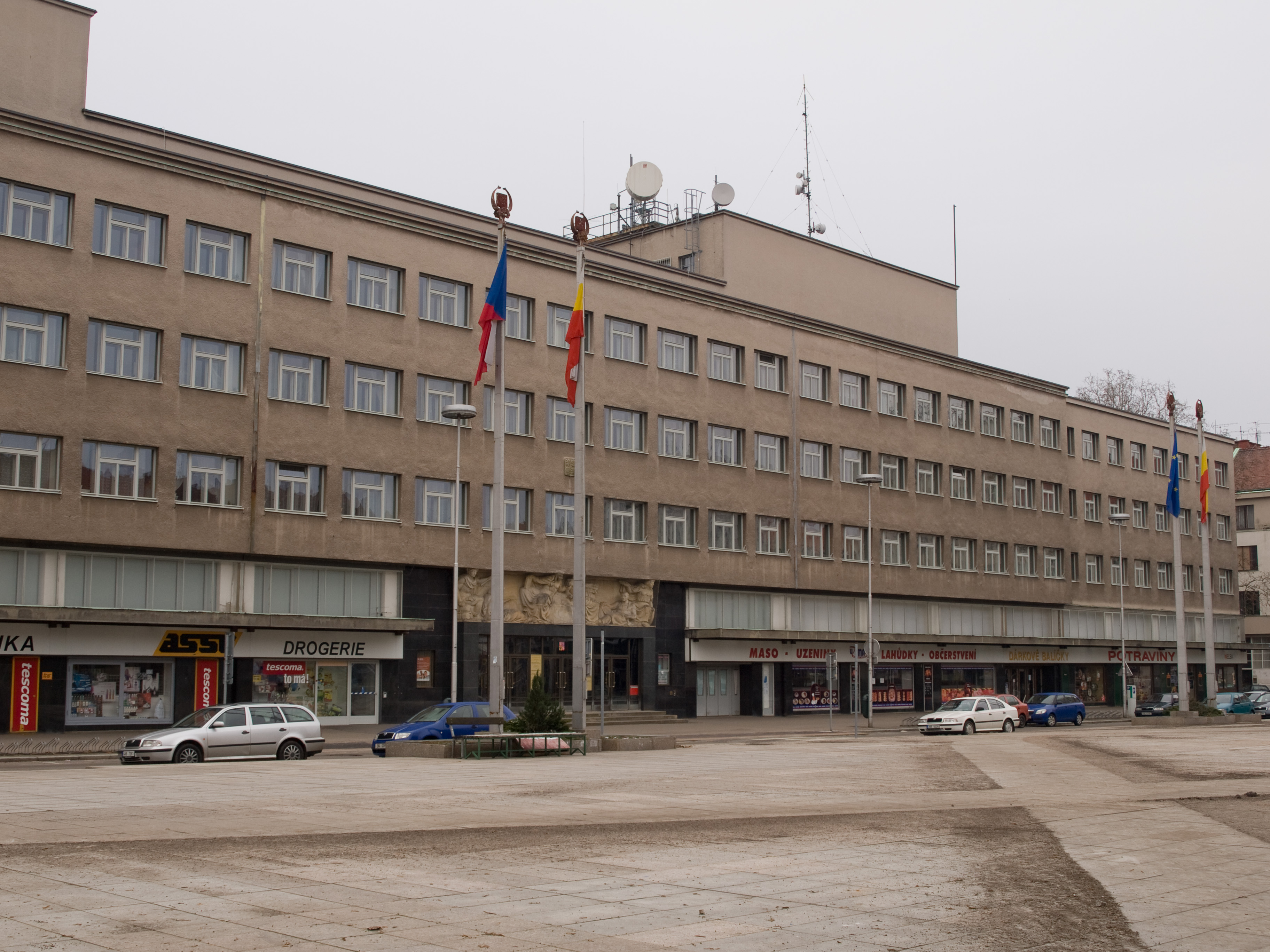
Celkový pohled na hlavní fasádu

128 metrů dlouhá budova vyplňující celou jižní stranu náměstí je výrazně horizontální a asociuje tak vlastně design rychlíkových vozů vlaku. Na tento severní hlavní trakt navazují dvě kolmé 68 metrů dlouhé ochozové haly a celek se pak společně s jižním křídlem uzavírá a ohraničuje vnitřní dvůr. Zatímco hlavní a zadní trakt jsou třípatrové, ochozové haly jsou o patro vyšší. Ochozové haly byly v té době zcela novým prvkem administrativních budov a v tomto objektu se objevily jako zcela provozně opodstatněné hned následně po použití v pražském Veletržním paláci. Hlavní fasáda budovy je členěna pouze předstupujícím mělkým rizalitem v šířce středních 25 os. Parter, určený pro obchody, je prosklený a jsou v něm viditelné sloupy železobetonové konstrukce. Břízolitová omítka má přírodní barvu. Fasáda je zakončena atikou s římsou, nad kterou jsou viditelné štíty ochozových hal. Hlavní vstupní portál je obložen černým syenitem, nad ním je umístěn pískovcový figurální reliéf Alegorie práce, obchodu a dopravy od sochaře Bedřicha Stefana. Sloupový vestibul, který na vstup navazuje, je obložen mramorem a nabízí přístup k páternosteru (druhý páternoster byl v objektu dobudován až v letech 1962–63). Ve vestibulu je dále instalována velká pětidílná vitráž podle návrhu Josefa Kaplického (otce Jana Kaplického), která zobrazuje motivy železnice a dopravy obecně.

### Vila pro vyšší úředníky
Součástí areálu je také vila, která byla určena pro ubytování vyšších úředníků úřadu. Vila byla architektonicky i konstrukčně řešena obdobně jako hlavní budova, se kterou je dokonce v 1. patře propojena chodbou. Budova na obdélníkovém půdorysu je dvoupatrová. Stavba podle plánů architekta Josefa Gočára probíhala paralelně se stavbou hlavní budovy. V domě se nacházelo pět úřednických bytů a společná jídelna.

## Reliéf Alegorie práce, obchodu a dopravy

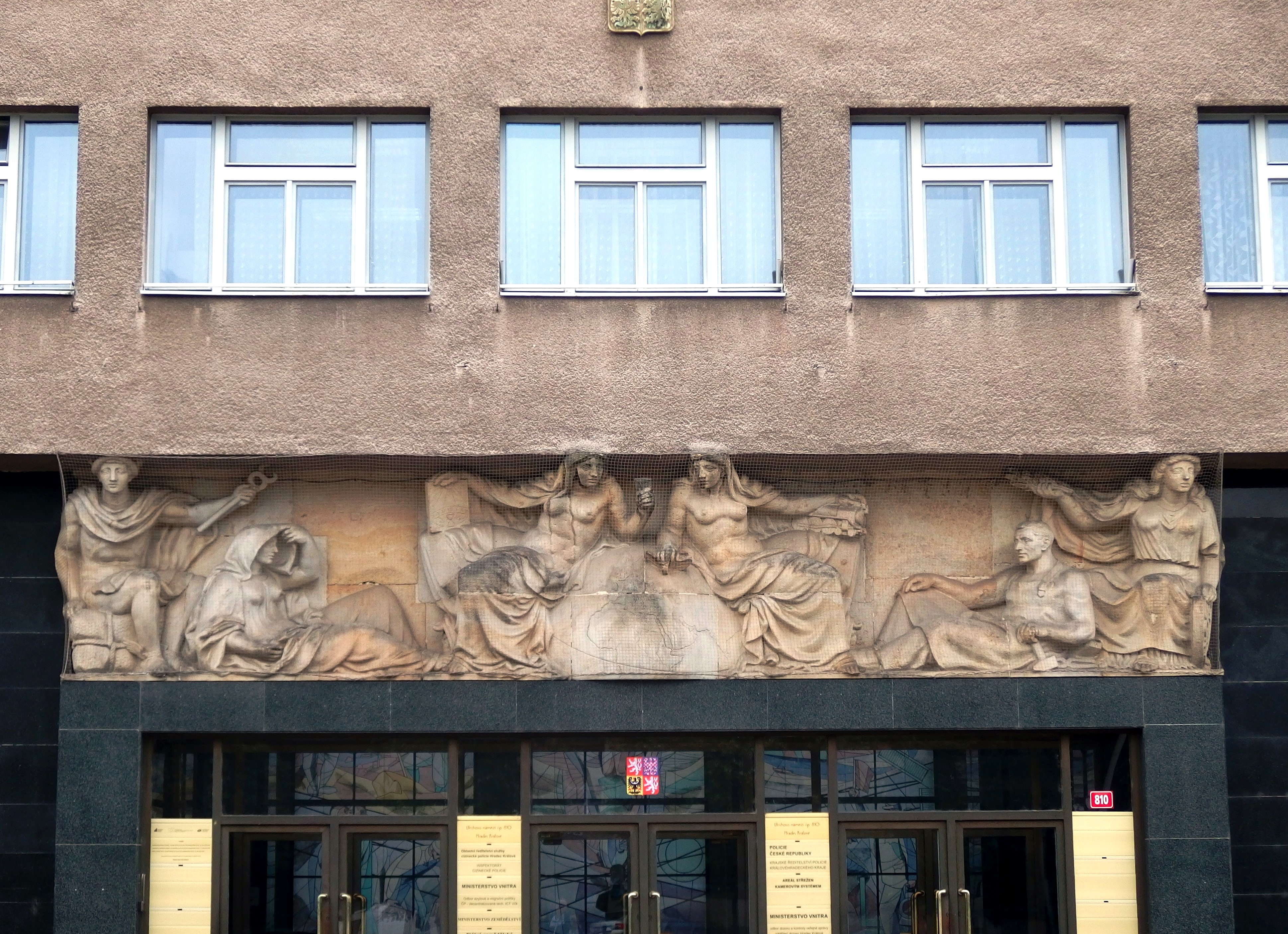
Detail reliéfu

Reliéf Alegorie práce, obchodu a dopravy je významným zdobným prvkem hlavní fasády budovy. Na fasádu byl umístěn až v roce 1933, tedy rok po dokončení budovy. Návrh vytvořil sochař Bedřich Stefan, jenž také prováděl sesazení jednotlivých dílů do obdélníku 10 x 2 metry na fasádě budovy. Díly byly vyrobeny v královéhradeckých kamenosochařských závodech Václava Škody.
Uprostřed reliéfu sedí nad zeměkoulí dvě ženy: postava vpravo drží v rukou lokomotivu a okřídlené kolo jako symbol železnice, postava vlevo pak pohár a knihu či sluneční hodiny. Jedná se zřejmě o jakési novodobé bohyně pohybující dopravními prostředky po Zemi a pravděpodobně symbolizující obchod. Zcela v levé části reliéfu sedí na balíku antický bůh cestování a obchodu Merkur s typickými atributy: holí, helmou a sandály s křídly. Vedle něj sedí žena v nařaseném rouchu a se zakrytou hlavou. Nelze zcela rozpoznat, zda má v klíně skrytý nějaký atribut. Lze spekulovat o tom, že se jedná u cestující, tedy uživatelku dráhy. Dvojice zřejmě symbolizuje dopravu. Zcela na pravém okraji reliéfu je umístěna antická bohyně plodnosti a rolnictví Demétér, držící v rukou ratolest a kolo – to může odkazovat jak k tematice zemědělství, tak k tematice cestování. Muž sedící vedle ní svírá v ruce kladivo a může představovat údržbu či opravu drah. Dvojici s těmito atributy lze snad považovat za symboliku práce.